# Kernel.org
kernel.org는 리눅스 운영 체제의 기반인 리눅스 커널 소스 코드의 주요 배포 지점이다.

## 웹사이트
리눅스 커널 오거나이제이션(Linux Kernel Organization)이 운영하는 웹사이트와 관련 인프라스트럭처는 커널의 소스 코드의 모든 버전을 모든 사용자가 이용할 수 있도록 저장소를 호스팅한다. kernel.org의 주 목적은 리눅스 커널 개발자들과 다양한 리눅스 배포판 유지보수자들이 사용하는 저장소들을 호스팅하는 것이다. 이뿐 아니라 리눅스 문서화 프로젝트(LDP)나 CPAN 등 기타 다양한 프로젝트나 미러를 호스팅한다.
2014년 8월부터 kernel.org는 소프트 토큰과 하드 토큰을 모두 지원함과 동시에 리눅스 커널의 소스 코드를 담고 있는, 호스팅되는 Git 저장소에 수행되는 커밋에 대한 2요소 인증을 의무화함으로써 추가 보안을 제공한다.